# Жаккар, Жозеф Мари
Жозе́ф Мари́ Жакка́р (иногда Жаккард; фр. Joseph Marie Jacquard; 7 июля 1752, Лион — 7 августа 1834, Уллен, департамент Рона) — французский торговец и ткач, изобретатель программируемого ткацкого станка для получения узорчатых материй (известного как Жаккардовый ткацкий станок).

## Биография
Жаккар — это прозвище, ставшее фамилией. Предки изобретателя носили фамилию Шарль и жили в пригороде на севере Лиона, расположенного вдоль реки Соны. Семейство Шарлей было весьма многочисленным и, чтобы их различать, им стали давать прозвища. Дед Жозефа, Бартоломео, и все его потомки получили прозвище Жаккар.
Жозеф родился в консервативной католической семье и был одним из девяти детей Жана Шарля по прозвищу «Жаккар» и его жены Антуанетты Рив. Из всех девяти до совершеннолетия дожили только Жозеф и его сестра Клеманс (родившаяся 7 ноября 1747). Жозеф не учился в школе и оставался неграмотным до тринадцати лет. Сначала он помогал отцу, но работа на ткацком станке оказалась для него слишком сложной, поэтому Жаккара отдали в учение в типографию, где он стал сначала переплетчиком, а затем, обучившись грамоте, печатником.
Мать Жозефа умерла в 1762 году, а после смерти отца в 1772 году, он унаследовал отцовский дом, два ткацких станка, мастерскую, а также прилегающие к дому виноградник и карьер. В 1778 году он числился мастером-ткачом и торговцем шелком. 26 июля 1778 года Жозеф женился на вдове Клодин Буашон. 19 апреля 1779 года у пары родился единственный ребёнок, сын Жан Мари.
В течение ряда лет Жаккар совершил несколько сомнительных сделок, в результате которых влез в долги и потерял все свое наследство и часть собственности жены. В итоге, Клодин осталась с сыном в Лионе, где работала на фабрике по производству соломенных шляп, а Жозеф отправился по Франции в поисках удачи. Он успел поработать и обжигальщиком извести, и чернорабочим на карьерах, и в результате, в конце 1780-х вернулся домой.
В 1793 году после подавления Лионского восстания против якобинской диктатуры, Жозеф с сыном бежали из города, присоединившись к революционной армии. Они вместе сражались в 1795 году в Рейнской армии в составе батальоне Роны и Луары под командованием генерала Жана Шарля Пишегрю. Сын Жозефа был убит под Гейдельбергом.
В 1800 году Жаккар изобрел ткацкий станок с педальным приводом, а в 1803 году — ткацкий станок для плетения рыболовных сетей. Однако эти ранние изобретения не имели успеха из-за плохой работы. Несмотря на это он был награждён бронзовой медалью на Французской промышленной выставке 1801 года в Париже.
В 1803 году он был вызван в Париж и прикреплен для работы к Консерватории искусств и ремёсел. Здесь в 1804 году он создал автоматический ткацкий станок, который ткал узорчатый шёлк.
12 апреля 1805 года император Наполеон и императрица Жозефина посетили Лион и осмотрели новый ткацкий станок Жаккарда. 15 апреля 1805 года император предоставил городу Лиону патент на ткацкий станок Жаккарда. Взамен Жаккар вознагражден пенсией в три тысячи франков и гонораром в пятьдесят франков за каждый ткацкий станок, который был куплен и использовался в период с 1805 по 1811 год.
Несмотря на яростное сопротивление ткачей по шёлку, опасавшихся, что внедрение станка-автомата лишит их средств к существованию, преимущества изобретения Жаккара были очевидны, что обеспечило его широкое распространение. К 1812 году во Франции работало 11000 жаккардовых ткацких станков. После 1815 года, когда Жан Антуан Бретон решил проблемы с механизмом перфокарт, продажи станков увеличились. В 1819 году изобретатель был награждён Крестом Почётного легиона.
Жаккард умер 7 августа 1834 года. Шесть лет спустя ему поставили памятник в Лионе, на том месте, где в 1801 году был разрушен его первый автоматический ткацкий станок.
В 1934 году в ознаменование столетия со дня смерти механика Жозефа Мари Жаккара Французское почтовое отделение выпустило марку с его изображением.

## Станок
Изобретение Жаккара является весьма остроумным механизмом по разнообразию и безошибочности своего действия. Для получения узорной ткани достаточно опускать не попеременно все чётные или все нечётные нити основы, чтобы пропускать в образующийся «зев» челнок с уточной нитью, а необходимо опускать только некоторые из них, в определённом порядке, различном для всех нитей утка, составляющих заданный узор. Каждая нить основы проходит в ткацком стане через особое колечко-нитяницу, соединённое у Жаккара с особым вертикальным стержнем. Все они расположены довольно тесно, рядами, и на их верхние концы нажимается кусок картона с дырочками, соответствующими стержням, которые должны остаться в покое. Необходимое для узора число таких картонов соединено в непрерывную цепь, а простой механизм перекладывает их автоматически после каждого прохода челнока.
Принцип машины Жаккара, использование перфокарт и перфоленты для управления механизмом, применялся во многих механических музыкальных инструментах с управляющей лентой. Перфокарты и перфоленты долгое время использовались для ввода информации в телеграфные аппараты и затем компьютеры. Жаккардову машину нередко метафорически называют предтечей компьютеров.